# Venezillo llamasi
Venezillo llamasi là một loài chân đều trong họ Armadillidae. Loài này được Rioja miêu tả khoa học năm 1954.